# 茅村站
茅村站是一个京沪线上的铁路车站，位于江苏省徐州市铜山区茅村镇，建于1910年，目前为四等站，邮政编码为221135。目前客运：办理旅客乘降；行李、包裹托运；货运：办理整车货物发到；不办理危险货物发到。